# Hamarøy
Hamarøy de son nom norvégien (ou Hábmer en same de Lule) est une kommune de Norvège. Elle est située dans le comté de Nordland. Le chef-lieu de la commune est le village d'Oppeid.

## Îles de la commune
- Finnøya[2] (68° 00′ 28″ N, 15° 39′ 12″ E)
- Hulløya[3] (68° 03′ 49″ N, 16° 11′ 27,6″ E)
- Tannøya (68° 08′ 53″ N, 15° 47′ 41″ E)

## Localités
- Finnøya (68° 01′ 30″ N, 15° 29′ 39″ E)
- Hamsund
- Husøya (67° 59′ 09″ N, 15° 28′ 17″ E)
- Innhavet
- Kaldvåg (68° 02′ 42″ N, 15° 43′ 50″ E)
- Nesberg
- Oppeid (68° 05′ 08″ N, 15° 36′ 42″ E)
- Presteid (68° 05′ 00″ N, 15° 39′ 00″ E)
- Skutvika (68° 01′ 05″ N, 15° 19′ 48″ E)
- Sommarsel (68° 09′ 52″ N, 15° 42′ 19″ E)
- Tranøya (68° 11′ 04″ N, 15° 39′ 30″ E)
- Ulvsvåg (68° 07′ 10″ N, 15° 53′ 28″ E)